# Sonate pour piano no 50 de Joseph Haydn
La Sonate pour piano no 50 Hob. XVI: 37 en ré majeur est une sonate pour pianoforte de Joseph Haydn composée en 1779, dédiée à Caterina et Marianna Auenbrugger. Tirée de l'ensemble de six sonates publiées en 1780, elle est l'une de ses sonates pré-londoniennes les plus connues. Ce corpus fut dédié aux talentueuses sœurs Auenbrugger, dont Leopold Mozart et Haydn lui-même admirèrent le jeu dans les salons aristocratiques.

## Structure
1. Largo e sostenuto : sarabande d'un sentiment grave, désolé, dont les rythmes pointés et les textures contrapuntiques rappellent une ouverture baroque à la française.
2. Finale: Presto ma non troppo : portant la mention de l'auteur innocentemente, ce rondo bâti autour d'un air séduisant aurait sans mal pu être entendu sifflé à n'importe quel coin de rue de Vienne.

## Source
- François-René Tranchefort, Guide de la musique de piano et clavecin, éd. Fayard 1987, p. 403  (ISBN 2-213-01639-9)